# Vladimir Alekseevič Giljarovskij

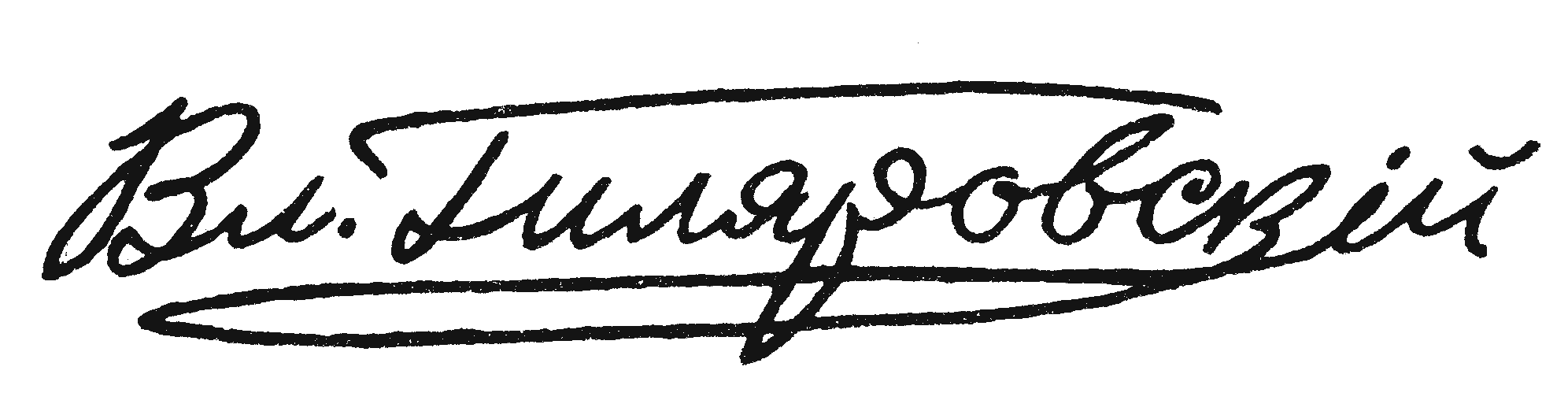
La firma di Vladimir Gilyarovsky

Vladimir Alekseevič Giljarovskij, in russo Владимир Алексеевич Гиляровский? (Governatorato di Vologda, 26 novembre 1855 (l'8 dicembre, secondo il calendario giuliano) – Mosca, 1º ottobre 1935), è stato uno scrittore, giornalista e storico russo.

## Biografia
Nacque nel 1855 (data riportata nelle registrazioni ufficiali, anche se lui scrisse di essere nato nel 1853), con ascendenze cosacche che lo inorgoglirono per tutta la vita. Da giovane posò per uno dei personaggi del quadro I Cosacchi dello Zaporož'e scrivono una lettera al Sultano di Turchia di Il'ja Repin, mentre più tardi fu preso a modello per il personaggio di Taras Bul'ba, parte del monumento a Gogol a Mosca.
Quando aveva otto anni la madre morì ed il padre decise di risposarsi con una donna dell'aristocrazia locale. Combatté come volontario nella guerra russo-turca (1877-1878). Dopo una breve carriera come attore, divenne noto come uno dei migliori giornalisti di cronaca nera di Mosca.
Dopo la rivoluzione d'ottobre si dedicò alla scrittura delle sue memorie, fra cui Moskva i Moskviči (Mosca e i moscoviti - 1926) e Moskva Gazetnaja (Mosca Giornale, pubblicato postumo nel 1960), in cui ricordava il mestiere di giornalista nella Russia prerivoluzionaria e scriveva di alcuni personaggi importanti che aveva conosciuto, come ad esempio Anton Čechov.